# Постолакі Віталій Андрійович
Віта́лій Андрі́йович Постола́кі (20 лютого 1965, Ужгород — 12 лютого 2015) — командир розвідувального підрозділу 128-ї гірсько-піхотної бригади, підполковник (посмертно), учасник російсько-української війни, нагороджений орденом Богдана Хмельницького ІІІ ступеня.

## Життєпис
Батько, Андрій Федорович Постолакі, був етнічним закарпатським румуном, відомим в Ужгороді радіожурналістом. Мама, Калина Миколаївна, викладала іноземну мову, любов до якої прищепила і сину.
Віталій закінчив Ужгородську середню школу № 6 та факультет романо-германської філології Ужгородського державного університету (1989 р.), отримав спеціальність викладача німецької мови. Під час навчання пройшов службу в армії — в танковій розвідроті.
Працював на митниці, по тому — керував відділом внутрішньої політики Ужгородської міськради, після Помаранчевої революції — управлінням внутрішньої політики Закарпатської ОДА. Був членом Ради крайового товариства «Просвіта», головою ГО «Карпатська Батьківщина».
Обирався депутатом Закарпатської облради 5-го скликання, був секретарем депутатської комісії із взаємодії з правоохоронними органами. Протягом останніх років перед війною зайнявся підприємництвом, тримав у новому районі Ужгорода невеличкий магазин будівельних та господарських матеріалів.
Після анексії Криму, незважаючи на спротив родини, як офіцер запасу кілька разів звертався до військового комісаріату з проханням про призов на військову службу, але отримував відмови через граничний вік — 49 років. Після 3-ї відмови написав звернення до міністра оборони й начальника Генштабу. Врахувавши послужний список, Постолакі доручили очолювати розвідку 128-ї бригади. Під час одного з боїв він врятував життя Олегу Бондаренку — військовослужбовцю 51-го окремого розвідувального батальйону з позивним «Птах» — особисто виніс пораненого з-під обстрілу.
Останні кілька місяців Постолакі з бригадою утримував позиції біля селища Чорнухіно неподалік Дебальцева. 12 лютого 2015-го загинув у бою на спостережному пункті базового табору бригади — підчас артобстрілу міна 120-го калібру розірвалася практично в нього під ногами. Тоді ж полягли ще 7 захисників, серед них— Василь Бондар, Ярослав Кость.
Під час евакуації тіл загиблих з Дебальцевого в автомобіль «Урал» влучив снаряд біля села Новогригорівка Артемівського району. У вантажівці були тіла 12 військових, серед них і майора Віталія Постолакі. Тіла «вдруге» убитих українських військових викрали бойовики. Лише через два тижні, за допомогою волонтерів їх вдалося розшукати в морзі Луганська і обміняти їх на тіла бойовиків.
12 березня Віталія Постолакі провели в останню путь, похований на Пагорбі Слави на кладовищі «Кальварія» в Ужгороді.
Без Віталія лишилися мама, дружина, дві доньки.

## Нагороди та вшанування
- Орден Богдана Хмельницького III ступеня (15.05.2015, посмертно) — Указ Президента України № 270/2015.[1]
- Ужгородські кінематографісти відзняли документальну стрічку, яка розповідає про життєвий шлях майора-розвідника «Мовчать слова коли говорять кулі»
- в Ужгороді є площа імені Віталія Постолакі